# National Environmental Satellite, Data, and Information Service
Le National Environmental Satellite, Data, and Information Service (NESDIS) est un service des États-Unis de la National Oceanic and Atmospheric Administration (NOAA) dont la mission est de concevoir, lancer et utiliser des satellites pour l'étude de l'environnement terrestre. Le NESDIS archive également les données météorologiques et océanographiques venant du National Weather Service et d'autres agences du gouvernement américain dont la U.S. Navy, la U.S. Air Force, la Federal Aviation Administration. Ces données et celles provenant de services météorologiques à travers le monde sont archivées au National Climatic Data Center à Asheville (Caroline du Nord).

## Création
En août 1980, le National Earth Satellite Service (NESS) a été retiré de l’Office of Oceanic and Atmospheric Services de la NOAA et il est devenu une division principale de la NOAA, son administrateur adjoint relevant directement de l'administrateur de cette dernière. Cette décision reflétait l'importance croissante des observations par satellite météorologique et des services scientifiques de la NOAA quant à son mandat environnemental. Ce changement a été largement précipité par une décision de l'Administration Carter en novembre 1979 d'attribuer la responsabilité à la NOAA de tous les systèmes de télédétection opérationnelle civile du gouvernement. NESDIS a été formé en 1982 avec la fusion de NESS et l’Environmental Data Service (Service des données environnementales).

## Mission
La mission du NESDIS est de fournir un accès universel et en temps opportun aux données environnementales afin de promouvoir, protéger et améliorer l'économie, la sécurité et la qualité de vie des américains. Pour accomplir cela, le service :
- Collecte et archives les données des satellites météorologiques appartenant aux différences agences des États-Unis (NASA, National Weather Service, etc.) ;
- Opère les centres de données environnementales de la NOAA ;
- Met à la disposition des utilisateurs spécialisés et du grand public ces données ;
- Fait des évaluations officielles de l'état de l'environnement et des recherches connexes.

### Satellites
La NOAA possède deux séries principales de satellites : différents satellites à orbites polaires à une altitude de 833 km et la série de satellites GOES à orbite géostationnaire de 35 800 km d'altitude. Le NESS, ancêtre du NESDIS, gérait déjà les satellites opérationnels héliosynchrones (les NOAA-TIROS) depuis 1966 et les GOES depuis 1974. NESDIS a poursuivi le travail ensuite pour les générations subséquentes de POES et GOES jusqu'aux satellites en opération en 2015, qui sont : NOAA-15, NOAA-18, NOAA-19, GOES 13, GOES 14 et GOES 15, ainsi que les Jason-2 et DSCOVR.
En 1983, la NOAA a pris la responsabilité pour le programme Landsat et 1984 pour le programme Tropical Ocean and Global Atmosphere (TOGA). Depuis mai 1998, NESDIS a géré les satellites de la Defense Meteorological Satellite Program (DMSP) pour l'agence de météorologie de la US Air Force. Les nouvelles générations de satellites en cours d'élaboration incluent : le Joint Polar Satellite System (JPSS) et le GOES-R. Lee premier satellite GOES-R sera lancée en octobre 2016 et JPSS-1 est prévu pour plus tard en mars 2017.

### Bouées
En 1977, le Pacific Marine Environmental Laboratory a déployé la première bouée de mesure sur courant équatorial qui fut le début du programme tropical Atmosphère/Océan que gère le NESDIS.

### Archives
NESDIS opère également le National Geophysical Data Center (NGDC) à Boulder (Colorado), le National Oceanographic Data Center (NODC) à Silver Spring (Maryland), le National Snow and Ice Data Center (NSIDC) et le National Coastal Data Development Center (NCDDC) qui sont tous mis à la disposition des chercheurs internationaux.